# Hamarkameratene
Hamarkameratene, eller Ham-Kam, är en fotbollsförening från Hamar i Norge som spelar i Norges högsta serie. Föreningen bildades 1918 och spelar sina hemmamatcher på Briskeby Gressbane.
Klubben spelade sin första säsong i högsta ligan, då Førstedivisjon, 1970. Inför sista omgången hade laget chans att vinna serien, men efter förlust mot Rosenborg BK blev det en tredjeplats.
Under ett halvt sekel flyttades laget många gånger upp och ner mellan de tre högsta divisionerna. Efter att ha fallit ur elitserien 2008 och spelat flera säsonger i division 2 (tredje nivån) återvände laget till högsta ligan inför säsongen 2022.

## Spelare

### Spelartrupp
| Nr | Land          | Pos | Namn                                 |
| -- | ------------- | --- | ------------------------------------ |
| 2  | Sverige       | F   | Gustav Granath                       |
| 4  | Norge         | F   | Halvor Rødølen Opsahl                |
| 5  | Sverige       | F   | Anton Ekeroth                        |
| 6  | Norge         | MF  | Alwande Roaldsøy (lån från Molde FK) |
| 7  | Island        | MF  | Viðar Ari Jónsson                    |
| 8  | Norge         | MF  | Markus Johnsgård                     |
| 10 | Norge         | A   | Moses Mawa                           |
| 11 | Norge         | MF  | Tore André Sørås                     |
| 12 | Sverige       | MV  | Marcus Sandberg                      |
| 14 | Nederländerna | F   | Luc Mares                            |
| 15 | Norge         | MF  | William Osnes-Ringen                 |
| 16 | Norge         | A   | Pål Alexander Kirkevold              |
| 17 | Turkiet       | MF  | Aksel Baran Potur                    |

| Nr | Land    | Pos | Namn                                  |
| -- | ------- | --- | ------------------------------------- |
| 18 | Norge   | F   | Gard Simenstad                        |
| 19 | Norge   | A   | Kristian Lien (lån från FC Groningen) |
| 20 | Norge   | A   | Julian Gonstad                        |
| 22 | Norge   | F   | Snorre Strand Nilsen                  |
| 23 | Norge   | MF  | Fredrik Sjølstad                      |
| 24 | Norge   | MF  | Arne Ødegård                          |
| 25 | Norge   | MF  | David de Ornelas                      |
| 26 | Island  | F   | Brynjar Ingi Bjarnason                |
| 27 | Norge   | F   | Ola Rye                               |
| 29 | Norge   | A   | Olav Mengshoel                        |
| 30 | Sverige | MV  | Alexander Nilsson                     |
| 31 | Norge   | MV  | Haakon Bleken Norda                   |
| 33 | Norge   | MF  | Leo Haug Utkilen                      |

### Utlånade spelare
| Nr | Land  | Pos | Namn                                             |
| -- | ----- | --- | ------------------------------------------------ |
| 1  | Norge | MV  | Sander Østraat (i Fløy till 31 december 2025)    |
| 9  | Norge | A   | Henrik Udahl (i Śląsk Wrocław till 30 juni 2025) |